# Емадо-Ейкерс (Техас)
Емадо-Ейкерс (англ. Amada Acres) — переписна місцевість (CDP) в США, в окрузі Старр штату Техас. Населення — 79 осіб (2020).

## Географія
Емадо-Ейкерс розташоване за координатами 26°20′36″ пн. ш. 98°44′21″ зх. д. / 26.34333° пн. ш. 98.73917° зх. д. (26.343265, -98.739252).  За даними Бюро перепису населення США в 2010 році переписна місцевість мала площу 0,19 км², уся площа — суходіл.

## Демографія
Згідно з переписом 2010 року, у переписній місцевості мешкали 92 особи в 23 домогосподарствах у складі 21 родини. Густота населення становила 493 особи/км².  Було 23 помешкання (123/км²).
Расовий склад населення:
| - 92,4 % — білих - 7,6 % — осіб інших рас |

До двох чи більше рас належало 0,0 %. Частка іспаномовних становила 100,0 % від усіх жителів.
За віковим діапазоном населення розподілялося таким чином: 28,3 % — особи молодші 18 років, 57,6 % — особи у віці 18—64 років, 14,1 % — особи у віці 65 років та старші. Медіана віку мешканця становила 31,3 року. На 100 осіб жіночої статі у переписній місцевості припадало 91,7 чоловіків;  на 100 жінок у віці від 18 років та старших — 94,1 чоловіків також старших 18 років.
Цивільне працевлаштоване населення становило 0 осіб. 